# کولسبورگ (آیووا)
کولسبورگ (به انگلیسی: Colesburg) شهری در ایالت آیووا کشور ایالات متحده آمریکا است که جمعیت آن در سرشماری سال ۲۰۱۰ میلادی، ۴۰۴ نفر بوده‌است.